# Eupithecia pertusata
Eupithecia pertusata là một loài bướm đêm trong họ Geometridae.